# Apokalipsa Piotra
Apokalipsa Piotra – apokryf nowotestamentowy powstały w kręgu judeochrześcijańskim, datowany na okres przed 135 rokiem. Utwór cieszył się popularnością we wczesnym chrześcijaństwie i długo uważany był za kanoniczny; wymieniany jest w Kanonie Muratoriego i cytowany m.in. przez Klemensa Aleksandryjskiego, Metodego z Olimpu, Makarego z Magnezji i Euzebiusza z Cezarei. Do współczesności tekst zachował się w krótszej wersji greckiej i dłuższej etiopskiej.
Treścią utworu jest objawienie, jakiego miał udzielić apostołom Jezus na Górze Oliwnej, w okresie między swoim zmartwychwstaniem a wniebowstąpieniem. Ze względu na swoją treść utwór datowany jest na okres powstania Bar-Kochby, bowiem elementy nauczania odnoszą się do tego okresu, mówiąc o prześladowaniach chrześcijan i przestrzegając przed „fałszywym Mesjaszem” i odbudową Świątyni.
Nie należy mylić jej z gnostycką Apokalipsą Piotra z Nag Hammadi.